# Jamie Hampton
Jamie Lee Hampton (Francoforte sul Meno, 8 gennaio 1990) è un'ex tennista statunitense.

## Biografia
Hampton è nata a Francoforte sul Meno, in Germania, dove il padre era di stanza come ufficiale dell'esercito degli Stati Uniti. La madre è sudcoreana. Poco dopo la nascita, la famiglia si ritrasferì negli Stati Uniti. Ha vissuto a Enterprise, Alabama, fino all'età di 13 anni e si è poi trasferita a Auburn, sempre in Alabama. Prima di diplomarsi alla High School di Auburn nel 2008, la Hampton ha vinto due volte il titolo di doppio della United States Tennis Association. È diventata professionista nel 2009 ed ha giocato il suo primo US Open nel 2010.

## Carriera
Jamie Hampton fa il suo esordio in un torneo dello Slam allo US Open 2011 grazie ad una wild-card. Al primo turno, contro la britannica Elena Baltacha, è costretta al ritiro durante il terzo set a causa di un problema fisico.
Il 18 settembre 2011 perde in coppia con Anna Tatišvili la finale del torneo di Québec contro le americane Raquel Kops-Jones ed Abigail Spears.
Nel gennaio 2012 prende parte alle qualificazioni dell'Australian Open e batte nell'ordine Dia Evtimova, Ol'ga Alekseevna Pučkova e Kirsten Flipkens accedendo così al main-draw. Al primo turno batte la lussemburghese Mandy Minella per 6-1, 6-1 ma al secondo si arrende 0-6, 1-6 contro la russa Marija Šarapova.
Agli Open di Francia 2013 ha raggiunto il suo miglior risultato in una prova dello Slam: gli ottavi di finale. Durante il suo cammino ha superato Lucie Šafářová, Anna Karolína Schmiedlová, Petra Kvitová per poi perdere da Jelena Janković.
Il 22 giugno 2013 disputa la prima finale WTA Premier della carriera sull'erba dell'AEGON International di Eastbourne perdendo contro Elena Vesnina con il punteggio di 6-2, 6-1. Durante il torneo ha battuto al primo turno Agnieszka Radwańska, al secondo Hsieh Su-wei, nei quarti Lucie Šafářová e in semifinale Caroline Wozniacki.
Jamie Hampton ha avuto un buon inizio 2014, avanzando alle semifinali del torneo di Auckland. Proprio in tale occasione è costretta al ritiro a causa di un infortunio all'anca nel match contro Venus Williams.
Successivamente si è ritirata dall'Australian Open, dovendo sottoporsi a due interventi chirurgici dell'anca.

## Statistiche

### Singolare

#### Finali perse (1)
| Legenda: Dal 2009     |
| --------------------- |
| Grande Slam (0)       |
| WTA Championships (0) |
| Premier Mandatory (0) |
| Premier 5 (0)         |
| Premier (1)           |
| International (0)     |

| N. | Data           | Torneo                          | Superficie | Avversaria in finale | Punteggio |
| 1. | 22 giugno 2013 | AEGON International, Eastbourne | Erba       | Elena Vesnina        | 6-2, 6-1  |

### Doppio

#### Finali perse (1)
| Legenda: Pre 2009     | Legenda: Dal 2009     |
| --------------------- | --------------------- |
| Grande Slam (0)       |                       |
| WTA Championships (0) |                       |
| Tier I (0)            | Premier Mandatory (0) |
| Tier II (0)           | Premier 5 (0)         |
| Tier III (0)          | Premier (0)           |
| Tier IV & V (0)       | International (0)     |

| No. | Data              | Torneo                 | Superficie | Partner        | Avversarie                       | Punteggio        |
| 1.  | 18 settembre 2011 | Bell Challenge, Québec | Cemento    | Anna Tatišvili | Raquel Kops-Jones Abigail Spears | 0–6, 6–3, [6–10] |

## Risultati in progressione
| Sigla | Risultato               |
| ----- | ----------------------- |
| V     | Vincitore               |
| F     | Finalista               |
| SF    | Semifinalista           |
| O     | Oro olimpico            |
| A     | Argento olimpico        |
| SF    | Bronzo olimpico         |
| QF    | Quarti di Finale        |
| 4T    | Quarto turno            |
| 3T    | Terzo turno             |
| 2T    | Secondo turno           |
| 1T    | Primo turno             |
| RR    | Round Robin             |
| LQ    | Turno di qualificazione |
| A     | Assente                 |
| ND    | Non disputato           |

| Legenda superfici    |
| -------------------- |
| Cemento              |
| Terra battuta        |
| Erba                 |
| Superficie variabile |

### Singolare nei tornei del Grande Slam
| Torneo          | 2006 | 2007 | 2008 | 2009 | 2010 | 2011 | 2012 | 2013 | 2014 |
| --------------- | ---- | ---- | ---- | ---- | ---- | ---- | ---- | ---- | ---- |
| Australian Open | A    | A    | A    | A    | A    | 1T   | 2T   | 3T   | A    |
| Open di Francia | A    | A    | A    | A    | A    | A    | 1T   | 4T   | A    |
| Wimbledon       | A    | A    | A    | A    | A    | A    | 2T   | 1T   | A    |
| US Open         | A    | A    | A    | A    | 1T   | 1T   | 1T   | 3T   | A    |

### Doppio nei tornei del Grande Slam
| Torneo          | 2006 | 2007 | 2008 | 2009 | 2010 | 2011 | 2012 | 2013 | 2014 |
| --------------- | ---- | ---- | ---- | ---- | ---- | ---- | ---- | ---- | ---- |
| Australian Open | A    | A    | A    | A    | A    | A    | A    | A    | A    |
| Open di Francia | A    | A    | A    | A    | A    | A    | A    | A    | A    |
| Wimbledon       | A    | A    | A    | A    | A    | A    | A    | A    | A    |
| US Open         | 1T   | 1T   | 1T   | A    | 2T   | 1T   | A    | A    | A    |

### Doppio misto nei tornei del Grande Slam
Nessuna partecipazione

## Vittorie contro giocatrici Top 10
| Stagione | 2013 | Totale |
| Vittorie | 3    | 3      |

| #    | Giocatrice          | Ranking | Evento                               | Superficie  | Turno | Punteggio        | Rank. JHR |
| ---- | ------------------- | ------- | ------------------------------------ | ----------- | ----- | ---------------- | --------- |
| 2013 |                     |         |                                      |             |       |                  |           |
| 1.   | Petra Kvitová       | 7       | Open di Francia, Parigi              | Terra rossa | 3T    | 6-1, 7-6(7)      | 54        |
| 2.   | Agnieszka Radwańska | 4       | Eastbourne International, Eastbourne | Erba        | 1T    | 7-6(2), 6-2      | 41        |
| 3.   | Caroline Wozniacki  | 9       | Eastbourne International, Eastbourne | Erba        | SF    | 6(8)-7, 7-5, 6-3 | 41        |